# Kaufman-Test zur Intelligenzmessung für Jugendliche und Erwachsene
Der Kaufman-Test zur Intelligenzmessung für Jugendliche und Erwachsene (K–TIM) ist ein Intelligenztest der in dem Altersbereich von 11 – 85 Jahren verwendet werden kann. Er wurde von den amerikanischen Psychologen Alan S. Kaufman und Nadeen L. Kaufman entwickelt und wurde in der deutschen Fassung 1997 zuerst aufgelegt. Er beruht auf der amerikanischen Version des Tests, dem „Kaufman Adolescent and Adult Intelligence Test“ (KAIT) der zuerst 1993 aufgelegt wurde. Er beruht hauptsächlich auf der zwei-Faktoren-Theorie von Raymond Bernard Cattell, aber auch neueren Forschungsergebnissen. Er stellt einen Test dar, der den Anwendungsbereich der Kaufman Assessment Battery for Children (K-ABC) auf Jugendliche und Erwachsene ausdehnt.

## Theoretische Grundlagen
Die zwei-Faktoren-Theorie von Cattell basiert auf der Annahme, dass die allgemeine Intelligenz von zwei unterschiedlichen Faktoren bestimmt wird, die sich grundlegend voneinander unterscheiden:
- fluide Intelligenz (flüssige Intelligenz);
- kristalline Intelligenz.

Die fluide Intelligenz umschreibt die Fähigkeit zum schlussfolgernden Denken und zum Problemlösen von unbekannten Aufgabenstellungen. Enthält aber auch andere Konzepte wie beispielsweise die Verarbeitungsgeschwindigkeit. Ihre Entwicklung ist wenig von Umweltfaktoren abhängig.
Die kristalline Intelligenz bezeichnet die Anwendung von gelernten Problemlösungsstrategien etwa dem verbalen Verstehen oder der Anwendung des Allgemeinwissens.
Cattell sah die Intelligenz nicht nur von einem einzigen Faktor bestimmt, der in der Psychologie g-Faktor genannt wird, sondern von den benannten zwei Faktoren.

## Anwendung
Der Aufbau des K-TIM beruht auf der psychologischen Testtheorie und misst in acht Untertests unterschiedliche Fähigkeiten, die jeweils einer fluiden oder kristallinen Messskala zugeordnet werden. Hierbei sind einige Untertests der fluiden Skala sprachfrei gehalten, um kulturell und sprachlich bedingte Unterschiede auszuschließen. Zwei zusätzliche, fakultative (also wahlweise einsetzbare) Untertests fragen im Test gelernte Informationen nach einem Intervall erneut ab.
Die Auswertung bietet zwei unterschiedliche IQ-Werte, die auf dem theoretischen Hintergrund der fluiden und kristallinen Intelligenz beruhen. Es lässt sich auch ein Gesamtintelligenzwert berechnen. „Dieser solle jedoch nur als summativer Wert interpretiert werden und nicht im Sinne eines theoretischen Konstruktes,“ wie dem g-Faktor, einem Wert, der die grundlegenden intellektuellen Fähigkeiten zusammenfasst.  Auch in der Auswertung, wird also auf das theoretische Konstrukt der fluiden und kristallinen Intelligenz Bezug genommen, die eine strikte Trennung zwischen auf Umweltfaktoren beruhenden und nicht durch Umweltfaktoren beeinflussten Intelligenzwerten differenziert.

## Normierung
Der K-TIM basiert auf einer Stichprobe von 2200 Personen aus Deutschland, Österreich, Schweiz und Südtirol.

## Rezension
Der K-TIM gilt als umfassender und theoretisch gut fundierter Intelligenztest. Nachteilig ist der hohe Anteil an Aufgaben, die Gedächtnisleistungen abfragen. Hier ist unklar, inwieweit der Test dem theoretischen Hintergrund gerecht wird, da die Gedächtnisleistungen nur einen Teil der Intelligenzleistungen zugesprochen wird.